# يوسف بن يهوذا السبتي
يوسف بن يهوذا السبتي، هو شاعر وطبيب يهودي مغربي ولد في سبتة سنة 1160 إبّان الدولة الدولة الموحدية وتوفي فيها سنة 1226.

## نشأته وحياته
وُلد يوسف بن يهوذا السبتي في سبتة بالمغرب عام 1160، وعاش مع والده الذي كان حرفيًا في مدينة سبتة التي كانت جزءًا من الدولة الموحدية آنذاك، ثُم غادر يوسف بن يهوذا السبتي المغرب وهو في سن الخامسة والعشرين، وارتحل إلى مدينة الإسكندرية في مصر حيث انخرط في ممارسة مهنة الطب، كما ألف الشعر باللغة العبرية في وقت فراغه، وأرسل قصائده إلى يحيى بن سليمان الحريزي الذي أشاد بها في كتابه «تحكموني»، كما أرسل يوسف بن يهوذا قصائده مع مؤلفات أخرى له إلى الفيلسوف وعالم التوراة الأندلسي موسى بن ميمون، ولكنه لم يبالغ في مدح مؤلفاته، وكان يقدر فقط الشغف الكبير لدى يوسف بن يهوذا السبتي للدراسات العليا، والذي وجد تعبيرًا عنه في القصائد التي ألفها يوسف.
ترك يوسف بن يهوذا السبتي بعد ذلك مدينة الإسكندرية لينتقل إلى مدينة الفسطاط (القاهرة حاليا) حيث درس المنطق والرياضيات وعلم الفلك على يد موسى بن ميمون. بدا يوسف بن يهوذا السبتي حائرًا بشأن إمكانية التوفيق بين تعاليم الأنبياء ونتائج البحث الميتافيزيقي، وهو ما دفع موسى بن ميمون إلى شرح كتابات الأنبياء، كما نصح يوسف بالصبر ومواصلة الدراسة المنهجية؛ وعلى الرغم من ذلك لم يُكمل يوسف بن يهوذا السبتي عامين من الإقامة في الفسطاط وسرعان ما غادرها مرتحلا إلى الشرق قبل أن ينتهي موسى بن ميمون من محاضراته حول الأنبياء.
استقر بيوسف بن يهوذا السبتي المقام بعد ذلك في مدينة حلب حيث تزوج مرتين وأنجب من زوجته الأولى ابنتين كما أنجب عدة أبناء من زوجته الثانية، وظل يمارس مهنة الطب، كما قام برحلة تجارية ناجحة مكنته بعد ذلك من العيش بشكل مستقل وخالٍ من الهموم، ولعلّه شهد في أثناء هذه الرحلة حرق مؤلفات الفيلسوف العز بن عبد السلام في بغداد عام 1192. وعلى الرغم من مغادرته الفسطاط، استمر يوسف بن يهوذا السبتي على اتصال بأستاذه موسى بن ميمون من خلال المراسلات والمكاتبات، فألف موسى بن ميمون كتابه «دلالة الحائرين» ليوسف ولأمثاله من طلاب العلم الذين وجدوا صعوبة في التوفيق بين نتائج البحث الفلسفي وتعاليم الأنبياء، غير أن يوسف لم يقتنع بما جاء في كتاب موسى بن ميمون، وكتب إلى أستاذه معبرا عن ذلك، ومع هذا ظل يوسف تلميذًا مخلصا لمعلمه، وعندما تخلى يوسف بن يهوذا السبتي عن مساعيه الأخرى ورغب في فتح مدرسة نصحه موسى بن ميمون بالعدول عن تلك الفكرة ما لم يكن يفعل ذلك دون السعي إلى الربح المادي من وراء تعليمه. وعندما زار الحريزي حلب بعد ثلاثين عاماً حوالي عام 1217 وجد يوسف بن يهوذا السبتي في أوج مجده، فأشاد به، وطبق عليه كلمات الكتاب المقدس، "وكان يوسف حاكماً على كل الأرض، وكان يطعم الجميع". كان يوسف بن يهوذا السبتي يتمتع بسلطة عظيمة عندما دافع عن أستاذه موسى بن ميمون وأسكت المعارضة التي أبداها بعض الحاخامات في بغداد ضد مؤلفات موسى بن ميمون. حاول موسى بن ميمون على الرغم من ذلك حث يوسف بن يهوذا السبتي على الاعتدال، وتوسل إليه ألا يعارض حاخاماً عجوزًا.

## مؤلفاته
جميع مؤلفات يوسف بن يهوذا السبتي فُقدت باستثناء قصيدة واحدة كتبها في مدح موسى بن ميمون، وبداية قصيدة أخرى احتفظ بها الحريزي، بالإضافة إلى كتاب وحيد كتبه باللغة العربية، وتضمن أطروحة فلسفية حول مسألة الخلق، ويبدو أن يوسف بن يهوذا السبتي ألف هذا الكتاب قبل اتصاله بموسى بن ميمون، حيث لم يورد يوسف في كتابه من الآراء الفلسفية سوى آراء ابن سينا. وتقول الفيلسوفة الفرنسية كوليت سيرات عن الكتاب الذي ألفه يوسف بن يهوذا السبتي في مسألة الخلق ما يلي:
تتجلى ضرورة وجود الله أولاً في إثبات ابن سينا للإمكان، ولكن هذا الإثبات، كما يقول المؤلف، هو إثبات الفلاسفة، ويبدو له أقل إقناعًا من الإثبات الذي اقترحه علماء الدين - المتكلمين، الذين يؤكدون ليس فقط وجود كائن ضروري، بل وأيضًا الخلق الزمني للعالم، والذي لا يمكن استنتاجه بالبرهان الفلسفي. في الواقع، لا يمكن تفسير التعدد الواضح في العالم إلا بالاختيار والإرادة الإلهية، لأنه من إله واحد مطلق لا يمكن أن تنشأ إلا الوحدة بالضرورة؛ وبالتالي فإن التعدد الموجود في الواقع هو فعل إرادة وليس نتيجة لسبب ضروري.